# Paphiopedilum armeniacum
Paphiopedilum armeniacum é uma espécie de orquídea (Orchidaceae) do Sudeste Asiático.